# Villeneuve-d’Entraunes
Villeneuve-d’Entraunes (okzitanisch Vilanuòva d'Entraunas, italienisch Villanova d'Entraunes) ist eine französische Gemeinde im Département Alpes-Maritimes in der Region Provence-Alpes-Côte d’Azur. Sie gehört zum Arrondissement Nizza und zum Kanton Vence. Die Bewohner nennen sich Villeneuvois.

## Geographie
Villeneuve-d’Entraunes liegt in den Seealpen und wird vom Fluss Var durchquert. Die angrenzenden Gemeinden sind Châteauneuf-d’Entraunes im Osten, Guillaumes im Südosten, Sauze im Süden, Castellet-lès-Sausses im Südwesten und Saint-Martin-d’Entraunes im Nordwesten.

## Bevölkerungsentwicklung
| Jahr      | 1962 | 1968 | 1975 | 1982 | 1990 | 1999 | 2008 | 2018 |
| --------- | ---- | ---- | ---- | ---- | ---- | ---- | ---- | ---- |
| Einwohner | 99   | 82   | 76   | 61   | 76   | 73   | 82   | 86   |

## Sehenswürdigkeiten
Siehe: Liste der Monuments historiques in Villeneuve-d’Entraunes